# Leucanella hoffmanni
Leucanella hoffmanni är en fjärilsart som beskrevs av Sageder 1935. Leucanella hoffmanni ingår i släktet Leucanella och familjen påfågelsspinnare. Inga underarter finns listade i Catalogue of Life.